# La pasión (álbum)
La Pasión es el duodécimo disco de la cantante española Luz Casal, puesto a la venta en 2009. Este álbum representa un trabajo totalmente diferente a todos sus discos anteriores, puesto que está formado íntegramente por boleros y canciones hispanoamericanas compuestas entre los años 40 y 70.

## Lista de canciones
| N.º | Título                    | Escritor(es)                                                            | Duración |  |
| 1.  | «Con mil desengaños»      | René Touzet                                                             | 3:28     |  |
| 2.  | «Alma mía»                | María Grever                                                            | 4:20     |  |
| 3.  | «Historia de un amor»     | Carlos Eleta Almarán                                                    | 3:43     |  |
| 4.  | «Cenizas»                 | Manuel Rivas Ávila                                                      | 3:38     |  |
| 5.  | «A dónde va nuestro amor» | Eduardo Magallanes Calva, Jesús Dávalos Magallanes, Mario Molina Montes | 3:58     |  |
| 6.  | «Nieblas»                 | Francisco Flores Del Campo                                              | 3:18     |  |
| 7.  | «Mar y cielo»             | Julio Rodríguez Reyes                                                   | 3:01     |  |
| 8.  | «No, no y no»             | Osvaldo Farrés                                                          | 3:03     |  |
| 9.  | «Sombras»                 | Carlos Enrique Brito Benavides, Rosario Sansores                        | 3:10     |  |
| 10. | «Encadenados»             | Carlos Arturo Briz                                                      | 3:38     |  |
| 11. | «Qué quieres tú de mí»    | Ewaldo Gouveia, Jair Amorin                                             | 2:37     |  |

| Edición Especial Digibook |                         |                   |          |  |
| N.º                       | Título                  | Escritor(es)      | Duración |  |
| 12.                       | «Como la cigarra»       | María Elena Walsh | 3:24     |  |
| 13.                       | «No me vayas a engañar» | Osvaldo Farrés    | 2:29     |  |

## Sencillos
- "Con mil desengaños"
- "Historia de un amor"
- "No, no y no"

## Créditos
- Alto Saxophone, Flute – Dan Higgins
- Arranged By – Eumir Deodato
- Art Direction [A D] – Xavier De Nauw
- Artwork – Jean-Louis Duralek
- Cello – Anthony Pleeth, Caroline Dale, Frank Shaefer, Jonathan Williams
- Conductor [Strings] – Eumir Deodato
- Coordinator [Orchestra] – Isobel Griffiths
- Coordinator [Production Coordianator Los Angeles For Moon Moosic] – Cristina Abaroa
- Coordinator [Production Coordinator For Emi Music Spain] – Rodigro Sangro
- Double Bass – René Camacho
- Drums – Alex Acuña
- Guitar – George Doering, Ramón Stagnaro
- Mastered By – Raphael Jonin
- Mixed By – Renaud Létang
- Mixed By [Assistant Engineer] – Thomas Moulin
- Percussion – Luis Conte, Ray Yslas
- Photography By [Photos] – Jean-Baptiste Mondino
- Piano – Otmaro Ruiz
- Producer – Renaud Létang
- Recorded By – Renaud Létang, Thomas Moulin
- Tenor Saxophone, Flute – Bill Liston
- Trombone – Andy Martin
- Trumpet – Arturo Solar, Wayne Bergeron
- Viola – Bruce White, Peter Lale, Rachel Bolt, Vicci Wardman
- Violin – Boguslaw Kostecki, Cathy Thompson, Dave Woodcock, Emlyn Singleton, Gaby Lester, John Bradbury, Jonathan Evans-Jones, Jonathan Rees, Julian Leaper, Kathy Gowers, Maciej Rakowski, Patrick Kiernan, Roger Garland, Warren Zielinski
- Violin [Leader] – Mark Berrow, Thomas Bowes
- Vocals – Luz Casal

- Glass Mastered At – TAKT
- Recorded At – Westlake Studios
- Recorded At – Air Studios
- Mixed At – Studios Ferber
- Phonographic Copyright (p) – EMI Music Spain, S.A.
- Copyright (c) – EMI Music Spain, S.A.
- Marketed By – EMI
- Distributed By – EMI